# William Faulkner
Pour les articles homonymes, voir Faulkner.
William Faulkner, né William Cuthbert Falkner le 25 septembre 1897 à New Albany, dans l'État du Mississippi, et mort le 6 juillet 1962  à Byhalia dans le même État, est un romancier et nouvelliste américain. Publié à partir des années 1920, il reçoit le prix Nobel de littérature en 1949, alors qu'il est encore relativement peu connu.
Essentiellement connu pour ses romans et ses nouvelles, il a aussi publié des poèmes, des ouvrages de littérature d'enfance et de jeunesse et a travaillé occasionnellement comme scénariste pour le cinéma.
Faulkner, qui a situé la plupart de ses récits dans son État natal du Mississippi, est l'un des écrivains du Sud les plus marquants, aux côtés de Mark Twain, Robert Penn Warren, Flannery O'Connor, Truman Capote, Tennessee Williams et Carson McCullers. Au-delà de cette appartenance à la culture sudiste, il est considéré comme l'un des plus grands écrivains américains de tous les temps et un écrivain majeur du XXe siècle, qui a exercé une grande influence sur les générations suivantes grâce à son apport novateur.
Ses romans les plus connus sont Le Bruit et la Fureur (1929), Tandis que j'agonise (1930), Sanctuaire (1931), Lumière d'août (1932) et Absalon, Absalon ! (1936), souvent considéré comme l'un des plus grands chefs-d'œuvre de la littérature universelle.

## Biographie

### Famille et vie privée
Fils de Murry Cuthbert Falkner et Maud Butler, il est issu d'une famille d'hommes d'affaires et d'hommes de loi, d'anciens riches déchus et désargentés. Son arrière-grand-père, William Clark Falkner (1825-1889), soldat, avocat, homme politique et homme d'affaires, était déjà écrivain.
Il naît à New Albany dans le comté d'Union, dans l’État du Mississippi. Il est profondément influencé par la vie des États du sud américain, et notamment par celle de son État natal, qui marque son sens du tragique (en raison de la ségrégation raciale entre les blancs et les noirs de l'époque). Il prend le nom de Faulkner pour, dit-il, « se singulariser », principalement vis-à-vis de son père qu'il n'aimait guère ; ce fut aussi pour lui une façon de s'affirmer comme écrivain.
Il s'engage dans l'aviation canadienne durant la Première Guerre mondiale, mais l'armistice de 1918 est signé avant qu'il n'ait pu faire son premier vol, ce qui ne l'empêche pas à son retour d'affecter un boitillement dû à une blessure qu'il aurait reçue au combat. Expliquant entre autres qu'il avait une plaque de fer à la suite de ses batailles ; il continuera longtemps à mentir à ses proches sur ses exploits. Affabulateur, alcoolique, Faulkner est vendeur en librairie, puis postier, mais passe l'essentiel de son temps à écrire et lire. Parmi ses auteurs favoris, on trouve Herman Melville et Honoré de Balzac. Les biographes font d'ailleurs un rapprochement entre la Yoknapatawpha saga de l'auteur américain et la Comédie humaine dont on a retrouvé une traduction complète dans la bibliothèque de sa maison antebellum Rowan Oak (en), qu'il achète en 1930 à Oxford (Mississippi) et où il s'installe après son mariage (le 20 juin 1929), avec Estelle Oldham Franklin (1897-1972), qu'il connaît depuis 1907. Le couple donne naissance à une fille, Jill, mais le mariage avec Estelle est un désastre : les époux sont alcooliques. Estelle fait une cure de désintoxication par la suite. Dans les années 1940 et 1950, William Faulkner multiplie les liaisons avec de jeunes femmes.

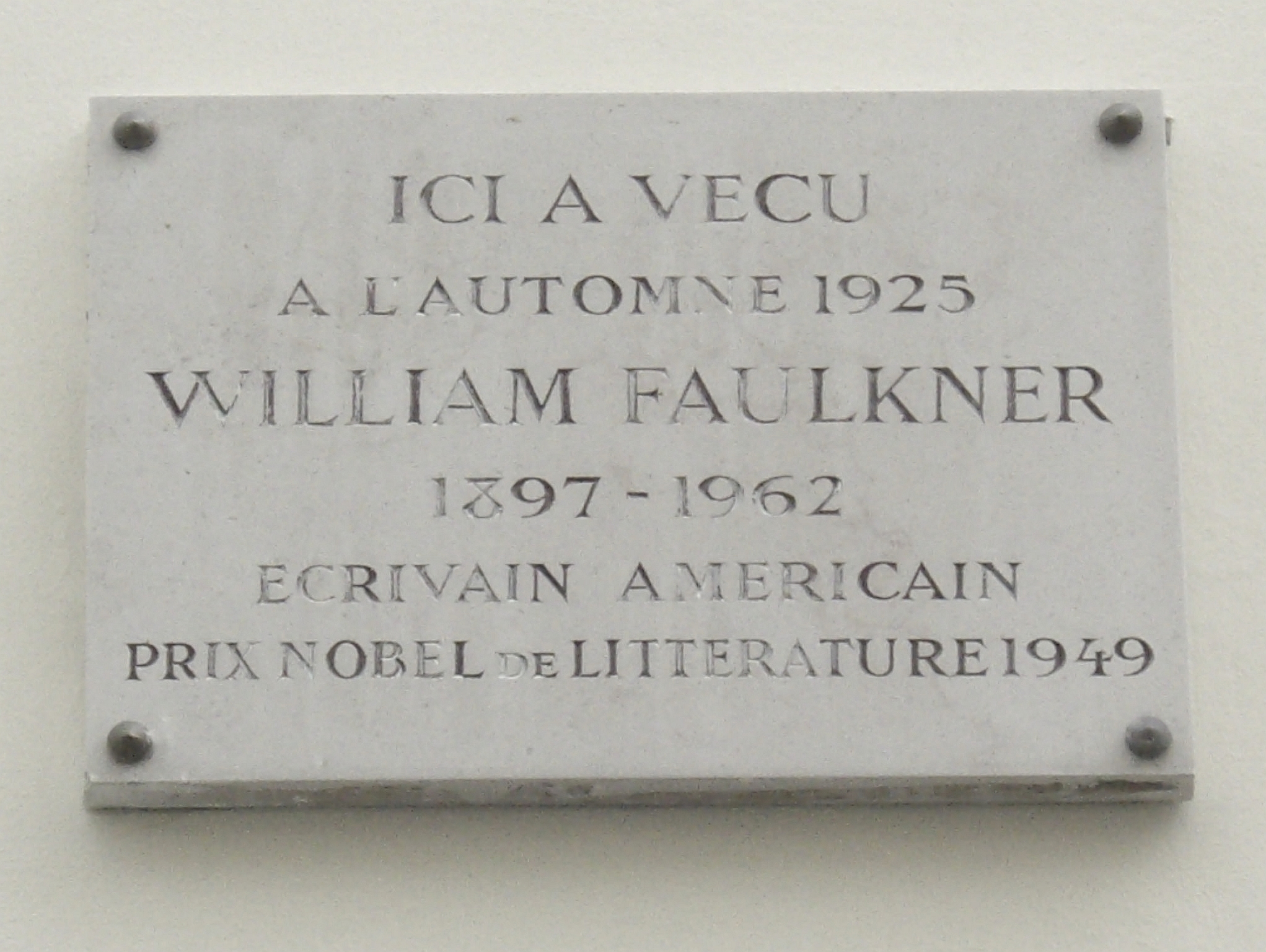
Plaque commémorative 26, rue Servandoni à Paris, où il résida en 1925.

Si dans sa jeunesse il n'écrit que des poèmes, c'est par ses nouvelles et romans qu'il devient célèbre. En 1925, il publie son premier roman : Monnaie de singe. Faulkner visite ensuite l'Europe, s'arrête en Italie du Nord, et à Paris, où il entreprend l'écriture de Moustiques, son deuxième roman. Il commence une tournée des champs de bataille français (Rouen, Amiens, Compiègne, Dieppe) et se rend à Londres, qu'il n'apprécie pas. Il rentre à Oxford, où il rédige Étendards dans la poussière (1927) dont il est très fier. C'est dans ce roman que ses personnages évoluent pour la première fois dans le comté de Yoknapatawpha, cadre de la plupart de ses romans futurs. Alors qu'il n'arrive toujours pas à vivre de sa plume, il continue d'alterner petits travaux et écriture, publiant quatre de ses romans majeurs (le Bruit et la Fureur, Tandis que j'agonise, Sanctuaire, Lumière d'août) en seulement quatre ans (1929-1932). Sanctuaire (« l'intrusion de la tragédie grecque dans le roman policier » selon la formule célèbre de Malraux) fait scandale, mais apporte à l'auteur argent et notoriété. Son premier recueil Treize Histoires (1931) réunit ses nouvelles les plus connues, parmi lesquelles Une rose pour Emily. C'est également l'époque où il rencontre l'écrivain de romans noirs Dashiell Hammett, grand buveur comme lui : les deux hommes deviennent amis.
Vers 1932-1937, Faulkner commence une longue série d'allers-retours entre Oxford et Hollywood où il devient scénariste. Le cinéma ne l'intéresse pas particulièrement, mais lui procure des ressources qui le font persévérer ; il se lie par ailleurs d'amitié avec Howard Hawks : les deux hommes ont en commun un goût prononcé pour l'alcool, l'aviation et la chasse. Lors de son premier séjour à Hollywood, Faulkner travaille successivement pour la MGM, puis pour la 20th Century Fox. À cette époque, il a une liaison avec la secrétaire d'Howard Hawks, Meta Carpenter qui sera le grand amour (plus tard trahi) de sa vie. Son travail de scénariste ne l'empêche pas de publier romans et nouvelles et non des moindres puisque l'année 1936 voit notamment la publication d'Absalon, Absalon ! et l'année 1940 celle du roman Le Hameau premier tome de ce qui deviendra, avec La Ville (1954) et Le Domaine (1959) : la trilogie des Snopes.
Lorsque les États-Unis entrent dans la Seconde Guerre mondiale, Faulkner s'engage dans la défense passive. Toujours pour l'argent, il retourne alors à Hollywood écrivant entre autres pour Howard Hawks le scénario du film Le Grand Sommeil, tiré du livre de Raymond Chandler, ainsi que celui du film Le Port de l'angoisse, tiré du livre d'Ernest Hemingway En avoir ou pas. Le Port de l'angoisse, en anglais To Have and Have Not, est la première rencontre à l'écran du couple Humphrey Bogart-Lauren Bacall, et contient des répliques restées célèbres : « You know how to whistle don't ya? Just put your lips together and blow » (Lauren Bacall) et « Have you ever been bitten by a dead bee? » (Walter Brennan).
Il collabore au film de Jean Renoir L'Homme du Sud et écrit un scénario fleuve pour un film retraçant la carrière du Général de Gaulle, qui ne se fera jamais.
En 1946, de retour à Oxford, il rencontre une de ses jeunes admiratrices, Joan Williams qu'il prend sous son aile. En 1948 paraît L'Intrus, roman dans lequel un fermier noir est accusé à tort d'avoir tué un Blanc. Il reçoit, en 1950, le prix Nobel de littérature de l'année 1949 (cinq ans avant Hemingway). A la réception de son prix, à Stockholm, il fait un discours, déclarant « [refuser] d'accepter la fin de l'Homme […]. L'Homme ne fera pas que subir, il prévaudra ». Faulkner donne la somme reçue afin « d'établir un fonds de soutien aux nouveaux romanciers », qui devint le PEN/Faulkner Award for Fiction. Passant par Paris à son retour, il donne une interview au journal Le Monde où il a cette formule quand il est interrogé sur le « problème noir dans le sud de l'Amérique » : « Dans trois cents ans, ils seront à notre niveau, et la guerre des races sera terminée, pas avant. »
Par la suite, Faulkner voyage, acceptant une mission du Secrétariat d'État au Japon et en Italie.
Il est le parrain de l'écrivaine, photographe et actrice française Carole Achache, fille de son amie Monique Lange.
En 1953, il retrouve Howard Hawks pour travailler au scénario de ce qui deviendra La Terre des pharaons.
Il devient « écrivain-résident » à l'Université de Virginie, de 1957 à 1958. Il y passe l'essentiel de son temps, se consacrant à ses passions pour l'équitation (qui lui vaut de nombreuses chutes) et l'écriture, ne sortant que peu. Il refuse même une invitation à dîner à la Maison blanche « parce qu'un dîner ne vaut pas 200 kilomètres ».
Son alcoolisme est source de nombreuses hospitalisations.
Faulkner meurt dans la nuit du 5 au 6 juillet 1962, après une dernière chute de cheval survenue quelques jours plus tôt.
Il choisit pour épigraphe : « il fit des livres et il mourut » s'effaçant ainsi devant son œuvre.
Il a reçu le prix Pulitzer de la fiction pour Parabole (A Fable), puis le National Book Award à titre posthume pour l'ensemble de son œuvre.

## L'œuvre
William Faulkner écrivit des romans relevant du drame psychologique, dans un grand souci des émotions, et faits d'une prose tortueuse et subtile et d'une prosodie très travaillée. Comme la plupart des auteurs prolifiques, il souffrit de la jalousie et du mépris des autres, et fut considéré comme le rival stylistique d'Ernest Hemingway (ses longues phrases s'opposant au style incisif et minimaliste de Hemingway). Il est aussi vu de nos jours comme un représentant majeur du modernisme littéraire américain des années 1930, suivant la tradition expérimentale d'auteurs européens tels que James Joyce, Virginia Woolf, et Marcel Proust, connus pour leur usage de la narration multiple, du point de vue multiple, de la focalisation interne, et des ellipses narratives. Faulkner élabora quant à lui ce qu'il convient d'appeler le « courant de conscience », style donnant une apparence erratique et spontanée, et pourtant très travaillé[réf. nécessaire].
Les romans les plus connus de Faulkner sont probablement Le Bruit et la Fureur (1929), Tandis que j'agonise (1930), Sanctuaire (1931), Lumière d'août (1932), et Absalon, Absalon ! (1936), qui dépeint la réussite d'un planteur et sa déchéance provoquée par les préjugés raciaux et le manque d'amour.
Plus encore on peut lire son œuvre comme une longue interrogation sur les raisons du naufrage sudiste ; la population du Sud se survivait après l'événement que constitue la défaite lors de la guerre de Sécession ; Faulkner lui-même insistait sur le poids de celle-ci et disait être né en 1898, mais mort en 1865. Cette insistance à tourner autour de cette matrice de ses romans se retrouve dans Absalon ! Absalon ! qui refuse un Sud victime du Nord et de ses Carpet Baggers, mais insiste - et c'est la fonction de tous les anormaux de ses romans, à commencer par celui du Bruit et de la fureur - sur la pourriture intérieure et antérieure du Sud avant même l'événement de la défaite. Il peut se lire alors comme un anti-Margaret Mitchell ; Autant en emporte le vent est d'ailleurs publié la même année qu'Absalon, Absalon ! et en est le complet contrepoids (à succès qui plus est) car ce roman flattait l'héroïsme du Sud là où Faulkner l'enterrait. Il y a donc chez Faulkner une haine de soi autant qu'une proclamation d'amour pour le Sud qui conclut le roman . La longue narration, quasi psychanalytique, qui ouvre le texte n'est là que pour dire l'immense colère et la frustration de ce Sud qui se sent bafoué - comme l'héroïne - à la fois abusée et reniée et qui rumine sa colère dans sa pudeur outragée alors qu'elle porte autant les causes de la défaite en elle que les événements extérieurs. Le héros Sutpen n'apparaît alors que comme un ferment antérieur, un signe du pourrissement du Sud, car son irruption est celle de toutes les corruptions, celle du sang et de l'argent ; la reconnaissance qui fait suite à celle-ci, bien qu'elle fût tardive et le fait d'hommes à l'esprit trop ouvert, montre que le Sud, même s'il se voulait encore aristocratique, acceptait déjà ce qu'il reniera plus tard (la place de l'argent : ce que décrira plus tard la trilogie des Snopes, Le Hameau, La Ville, Le Domaine) et dont il prétendra que c'est une valeur venue du Nord à laquelle il serait resté étranger sans cela. La quête éperdue du fils caché et noir (plus précisément octavon dans le langage épris de précision de l'époque - mais cela fait quand même de lui un Noir pour les Blancs – n'est que le signe que Sutpen, qui cherche une respectabilité faite de préjugés, érigés d'abord contre lui, tente lui-même d'effacer sa propre vie pour obtenir cette reconnaissance et tente de construire un mythe sudiste de pureté. La participation de ses deux fils (qui s'entretueront à la fin du conflit) à la guerre sonne comme une adhésion à un système de valeurs (aristocratiques et racistes) que le fils caché - en réalité l'aîné - veut pousser son père à renier - en reconnaissant sa faute antérieure (il a eu un enfant avec une métisse et l'a reconnu un temps) en lui demandant en mariage sa fille et donc sa propre sœur ; c'est pour cela - taire l'inceste possible ou la mixité du sang - que le fils cadet (celui qui pense être le seul et légitime enfant) tue son frère. Difficile après cela de proclamer que Faulkner aime ou n'aime pas le Sud, il est du Sud et, à ce titre, porte sa défaite comme il porte le fardeau d'avoir été mobilisé en 1918 sans avoir pu combattre[réf. nécessaire].
Sa littérature peut tenir en cette idée qu'il développe à propos de son personnage le colonel Sartoris, qui s'était fixé un idéal assez grand pour ne jamais le perdre de vue, on pourrait ajouter même en lui tournant le dos. Ce personnage meurt d'une façon loufoque, abattu pour être allé récupérer une boîte d'anchois qu'il ne voulait pas laisser aux mains des Nordistes. Il y a de la grandeur et de la dérision dans l'œuvre de Faulkner, comme une sorte de grand écart entre une vie - et une mort - rêvées et une destinée qu'il n'arrivait pas à accomplir ; pas plus et pas moins que le Sud. La haine rancie - puisqu'elle est celle d'une morte, et le loufoque - son cercueil manque de descendre un rapide et son jeune fils la prend pour un poisson - se retrouvent d'ailleurs dans Tandis que j'agonise ; ils sont comme le cœur de l'œuvre, laquelle semble toujours plus complexe au fur et à mesure qu'on l'analyse ; la comparaison avec la psychanalyse n'est donc pas fortuite : des événements mineurs acquièrent une résonance quasi mythologique et semblent autant de traumatismes fondateurs ; ceux du Sud se confondant d'ailleurs avec les traumatismes intimes dans un chassé-croisé permanent et vertigineux. Une telle œuvre explique à elle seule pourquoi Faulkner passe pour être le père de la littérature contemporaine ; c'est pourquoi tant de grands et de petits maitres se réclament de lui et disent ne pouvoir écrire qu'à l'ombre de ses romans[réf. nécessaire].
Mais le plus abordable et le plus représentatif de son style est L'Intrus ; une histoire digne d'un western de John Ford. Une enquête policière, menée par des gamins avant tout, une dame âgée, et des adultes dont le fameux oncle Gavin Stevens que l'on retrouvera dans d'autres romans. Une histoire grave et truculente dans laquelle il s'agit de sauver la vie d'un Noir, ce qui n'est alors pas très bien vu dans le Sud. On sent Faulkner à son aise dans ce type d'histoire, sombre et pleine d'humour.
Faulkner est aussi un prolifique auteur de nouvelles. Quelques-unes, notamment L'Arbre aux souhaits, sont des textes de littérature d'enfance et de jeunesse. Mais le gros de la production se consacre au genre policier. Auteur apprécié pour ses histoires policières, il publie en 1949 cinq nouvelles noires sous le titre Le Gambit du cavalier dont le héros commun, Gavin Stevens, est le procureur d'une petite ville du Mississippi dans le comté de Yoknapatawpha. Plusieurs de ses autres nouvelles et romans se déroulent dans ce comté, avatar littéraire du comté de Lafayette où se situe Oxford. Yoknapatawpha prend ensuite une telle place dans l'œuvre de Faulkner que ce lieu imaginaire est devenu une des créations monumentales de l'histoire de la littérature[réf. nécessaire].
William Faulkner est entré dans la Bibliothèque de la Pléiade (Paris, Gallimard) en 1977 : cinq tomes ont été consacrés à son œuvre romanesque, dans des traductions révisées et avec un important apparat critique, l'ensemble ayant été placé sous la direction successive de Michel Gresset, André Bleikasten, François Pitavy et Jacques Pothier, et un Album Faulkner de la Pléiade a été édité en 1995 sous la direction de Michel Mohrt ; un sixième tome réunit l'ensemble de ses nouvelles, dans une édition de François Pitavy. L'ensemble de son œuvre romanesque est ainsi éditée, à l'exception de ses deux premiers romans, Monnaie de singe et Moustiques. La collection « Quarto », du même éditeur, a publié la trilogie des Snopes en 2007.

## Œuvre
La liste des romans ne donne que la première publication en français.

### Romans
- Soldiers' Pay (1926) Monnaie de singe, traduit par Maxime Gaucher, Grenoble, B. Arthaud, 1948
- Mosquitoes (1927) Moustiques, Les Éditions de Minuit, « Collection étrangère », 1948
- Sartoris (1929) Sartoris, traduit par René-Noël Raimbault et Henri Delgove, éditions Gallimard, « Du monde entier » no 27, 1937
- The Sound and the Fury (1929) Le Bruit et la Fureur, traduit par Maurice-Edgar Coindreau, Gallimard, 1938
- As I Lay Dying (1930) Tandis que j'agonise, traduit par Maurice-Edgar Coindreau, Gallimard, 1934
- Sanctuary (1931) Sanctuaire, traduit par René-Noël Raimbault et Henri Delgove, Gallimard, 1933
- Light in August (1932) Lumière d'août, traduit par Maurice-Edgar Coindreau, Gallimard, 1935
- Pylon (1935) Pylône, traduit par René-Noël Raimbault et G. Louis-Rousselet, Gallimard, 1946
- Absalom, Absalom! (1936) Absalon, Absalon !, traduit par René-Noël Raimbault et Charles P. Vorce, Gallimard, « Du monde entier », 1953
- The Hamlet (1940) Le Hameau, traduit par René Hilleret, Gallimard, 1959
- Intruder in the Dust (1948) L'Intrus, traduit par René-Noël Raimbault, Gallimard, « Du monde entier », 1952
- Requiem for a Nun (1951) Requiem pour une nonne[21], traduit par Maurice-Edgar Coindreau, Gallimard, « Du monde entier », 1957
- A Fable (1954) Parabole, traduit par René-Noël Raimbault, Gallimard, « Du monde entier », 1958[22]
- The Town (1957) La Ville, traduit par J. et L. Bréant, Gallimard, « Du monde entier », 1962
- The Mansion (1959) Le Domaine, traduit par René Hilleret, Paris, Gallimard, « Du monde entier », 1962
- The Reivers (1962) Les Larrons, traduit par Maurice-Edgar Coindreau et Raymond Girard, Gallimard, « Du monde entier », 1964
- Flags in the Dust (1973), version longue du roman Sartoris

#### Nouvelles regroupées au sein de romans
- The Unvanquished (1938) L'Invaincu, traduit par René-Noël Raimbault et Charles P. Vorce, Gallimard, 1949
- The Wild Palms (1939) Les Palmiers sauvages – Si je t'oublie, Jérusalem, traduit par Maurice-Edgar Coindreau, Gallimard, « Du monde entier », 1952
- Go Down, Moses (1942) Descends, Moïse, traduit par René-Noël Raimbault, Gallimard, « Du monde entier », 1955
- Knight's Gambit (1949) Le Gambit du cavalier, traduit par André Du Bouchet, Gallimard, « Du monde entier », 1951

### Recueils de nouvelles
- These Thirteen (1931) Treize histoires, traduit par René-Noël Raimbault et Charles P. Vorce, avec la collaboration de Maurice-Edgar Coindreau, Gallimard, « Du monde entier », 1939
- Doctor Martino and Other Stories (1934) Le Docteur Martino et autres histoires, traduit par René-Noël Raimbault et Charles P. Vorce, Gallimard, « Du monde entier », 1948
- Collected Stories of William Faulkner (1950) Nouvelles recueillies dans William Faulkner, Nouvelles, Bibliothèque de la Pléiade, 2017. Traductions de René-Noël Raimbault, Charles P. Vorce, Céline Zins, Maurice-Edgar Coindreau révisées par François Pitavy.
- New Orleans Sketches (1958) Croquis de La Nouvelle-Orléans, traduit par Michel Gresset, Gallimard, « Du monde entier », 1988
- Uncollected Stories of William Faulkner (1979) Idylle au désert et autres nouvelles, traduit par Maurice Edgar Coindreau, Didier Coupaye, Michel Gresset, François Pitavy, Gallimard, « Du monde entier », 1985

### Nouvelles
- Landing in Luck (1919)
- The Hill (1922)
- New Orleans (1925)
- Mirrors of Chartres Street (1925)
- Damon and Pythias Unlimited (1925)
- Jealousy (1925)
- Cheest (1925)
- Out of Nazareth (1925)
- The Kingdom of God (1925) [Le Royaume des cieux]
- The Rosary (1925)
- The Cobbler (1925)
- Chance (1925)
- Sunset (1925) [Coucher de soleil]
- The Kid Learns (1925)
- The Liar (1925)
- Home (1925)
- Episode (1925)
- Country Mice (1925)
- Yo Ho and Two Bottles of Rum (1925)
- Music - Sweeter than the Angels Sing (1928)
- A Rose for Emily (1930) [Une rose pour Emily]
- Honor (1930) [Honneur]
- Thrift (1930)
- Red Leaves (1930) [Feuilles rouges]
- Ad Astra (1931) [Ad astra]
- Dry September (1931) [Septembre ardent]
- That Evening Sun (1931) [Soleil couchant]
- Hair (1931) [Chevelure]
- Spotted Horses (1931)
- The Hound (1931) [Le Chien]
- Fox Hunt (1931) [Chasse au renard]
- Carcassonne (1931) [Carcassonne]
- Divorce in Naples (1931) [Divorce à Naples]
- Victory (1931) [Victoire]
- All the Dead Pilots (1931) [Tous les pilotes morts]
- Crevasse (1931) [Crevasse]
- Mistral (1931) [Mistral]
- A Justice (1931) [Un juste]
- Dr. Martino (1931) [Le Docteur Martino]
- Idyll in the Desert (1931) [Idylle au désert]
- Miss Zilphia Gant (1932) [Miss Zilphia Gant]
- Death Drag (1932) [La Course à la mort]
- Centaur in Brass (1932) [Centaure de bronze]
- Once Aboard the Lugger (I) (1932)
- Lizards in Jamshyd's Courtyard (1932)
- Turn About (1932) [Chacun son tour]
- Smoke (1932) [Fumée]
- Mountain Victory (1932) [Victoire dans la montagne]
- There Was a Queen (1933) [Il était une reine]
- Artist at Home (1933) [Maison d'artiste]
- Beyond (1933) [Au-delà]
- Elly (1934) [Elly]
- Pennsylvania Station (1934) [La Gare de Pennsylvanie]
- Wash (1934) [Wash]
- A Bear Hunt (1934) [Chasse à l'ours]
- The Leg (1934) [La Jambe]
- Black Music (1934) [Musique noire]
- Mule in the Yard (1934) [Mulet dans la cour]
- Ambuscade (1934)
- Retreat (1934)
- Lo! (1934)
- Raid (1934)
- Skirmish at Sartoris (1935)
- Golden Land (1935) [Pays de cocagne]
- That Will Be Fine (1935) [C'est ça qui serait chic !]
- Uncle Willy (1935) [Oncle Willy]
- Lion (1935)
- The Brooch (1936) [La Broche]
- Two Dollar Wife (1936)
- Fool About a Horse (1936)
- The Unvanquished (1936)
- Vendee (1936)
- Monk (1937) [Monk ]
- Barn Burning (1939) [L'Incendiaire]
- Hand Upon the Waters (1939) [Une main sur les eaux]
- A Point of Law (1940)
- The Old People (1940) [Gens de jadis]
- Pantaloon in Black (1940)
- Gold Is Not Always (1940)
- Tomorrow (1940)
- Go Down, Moses (1941) [Descends, Moïse]
- The Tall Men (1941) [Les Montagnards]
- Two Soldiers (1942) [Deux soldats]
- Delta Autumn (1942) [Automne dans le delta]
- The Bear (1942) [L'Ours]
- Afternoon of a Cow (1943) [L'Après-midi d'une vache]
- Shingles for the Lord (1943) [Bardeaux pour le Bon Dieu]
- My Grandmother Millard and General Bedford Forrest and the Battle of Harrykin Creek (1943) [Ma grand-mère Millard...]
- Shall Not Perish (1943) [Morts au champ d'honneur]
- Appendix, Compson, 1699-1945 (1946)
- An Error in Chemistry (1946) [Une erreur de chimie]
- A Courtship (1948) [Prétendants ]
- Knight's Gambit (1949) [Le Gambit du cavalier ]
- A Name for the City (1950)
- Notes on a Horsethief (1951)
- Mississippi (1954)
- Sepulture South: Gaslight (1954)
- Race at Morning (1955) [Chasse matinale]
- Big Woods (1955) [Les Grands Bois]
- By the People (1955)
- Hell Creek Crossing (1962)
- Mr. Acarius (1965) [Mr. Acarius]
- Al Jackson (1971)
- And Now What's To Do (1973)
- Nympholepsy (1973)
- The Priest (1976) [Le Prêtre][23]
- Frankie and Johnny (1978)[23] [Frankie et Johnny]
- Don Giovanni (1979)
- Peter (1979)
- A Portrait of Elmer (1979) [Portrait d'Elmer]
- Adolescence (1979)
- Snow (1979) [Neige]
- Moonlight (1979)
- With Caution and Dispatch (1979) [L'Esprit d'économie]
- Hog Pawn (1979)
- A Dangerous Man (1979)
- A Return (1979)
- The Big Shot (1979) [Le Caïd]
- Once Aboard the Lugger (II) (1979)
- Dull Tale (1979)
- Evangeline (1979) [Évangeline]
- Love (1988)
- Christmas Tree (1995) [L'Arbre de Noël]
- Rose of Lebanon (1995)
- Lucas Beauchamp (1999)

### Poésies
- Vision in Spring (1921)
- The Marble Faun (1924) Le Faune de marbre, suivi de Le Rameau vert, traduit par Alain Suied, Gallimard, « Poésie » no 259, 1992
- This Earth, a Poem (1932)
- A Green Bough (1965) Le Rameau vert, précédé de Le Faune de marbre, traduit par René-Noël Raimbault et Alain Suied, Gallimard, « Poésie » no 259, 1992
- Mississippi Poems (1979)
- Helen, a Courtship and Mississippi Poems (1981)  Hélène : Ma cour, suivi  de Poèmes du Mississippi, traduit par Michèle Plâa et Philippe Blanchon, édition bilingue français-anglais, Éditions de la Nerthe, 2014

### Contes
- Mayday, Notre Dame University Press, Notre Dame et Londres, 1977. à la suite du recueil Croquis de La Nouvelle-Orléans, traduit par Michel Gresset, Gallimard, « Du monde entier », 1988
- The Wishing Tree, illustré par Don Bolognese, Random House, avril 1967. L'Arbre aux Souhaits, traduit par Maurice-Edgar Coindreau, Gallimard, « Du monde entier », 1969. Réédité dans la collection « Folio Junior » en 1977.

### Essais, discours et lettres
- Faulkner à l'Université, Gallimard, 1964.
- Essais, discours et lettres ouvertes, Gallimard, 1969.
- Lettres choisies, Gallimard, 1981.

### Scénarios (publiés en français)
- De Gaulle : scénario, Gallimard, 1989.
- Stallion Road, suivi de L'Avocat de province et autres histoires pour l'écran, Gallimard, 1994.

## Filmographie
- 1932 : Une femme survint (Flesh) de John Ford (non crédité)
- 1933 : Après nous le déluge (Today We Live) d'Howard Hawks (dialogues)
- 1936 : Les Chemins de la gloire (The Road to Glory) d'Howard Hawks
- 1937 : Le Dernier Négrier (Slave Ship) de Tay Garnett
- 1938 : Quatre Hommes et une prière (Four Men and a Prayer) de John Ford (non crédité)
- 1938 : Patrouille en mer (Submarine Patrol) de John Ford
- 1939 : Gunga Din de George Stevens (non crédité)
- 1939 : Sur la piste des Mohawks (Drums Along the Mohawk) de John Ford (non crédité)
- 1943 : Air Force d'Howard Hawks (non crédité)
- 1943 : Intrigues en Orient (Background to Danger) de Raoul Walsh (non crédité)
- 1943 : Northern Pursuit de Raoul Walsh (non crédité)
- 1944 : Le Port de l'angoisse (To Have and Have Not) d'Howard Hawks (scénario)
- 1945 : God Is My Co-Pilot de Robert Florey (non crédité)
- 1945 : L'Homme du Sud (The Southerner) de Jean Renoir (non crédité)
- 1945 : Le Roman de Mildred Pierce (Mildred Pierce) de Michael Curtiz (non crédité)
- 1946 : Le Grand sommeil (The Big Sleep) d'Howard Hawks (scénario)
- 1947 : Deep Valley de Jean Negulesco (non crédité)
- 1948 : Les Aventures de don Juan (Adventures of Don Juan) de Vincent Sherman (non crédité)
- 1955 : La Terre des pharaons (Land of the Pharaohs) d'Howard Hawks
- 1972 : Tomorrow de Joseph Anthony (histoire)

### Adaptations de ses œuvres
- 1933 : La Déchéance de miss Drake (The Story of Temple Drake) de Stephen Roberts (d'après son roman Sanctuaire)
- 1933 : Après nous le déluge (Today We Live) d'Howard Hawks (d'après son récit Turn about)
- 1949 : L'Intrus (Intruder in the Dust) de Clarence Brown (d'après son roman éponyme)
- 1958 : La Ronde de l'aube (The Tarnished Angels) de Douglas Sirk (d'après son roman Pylône)
- 1958 : Les Feux de l'été (The Long, Hot Summer) de Martin Ritt (d'après son roman Le Hameau)
- 1959 : Le Bruit et la fureur (The Sound and the Fury) de Martin Ritt (d'après son roman éponyme)
- 1961 : Sanctuaire (Sanctuary) de Tony Richardson (d'après son roman éponyme et Requiem for a Nun)
- 1969 : Reivers (The Reivers) de Mark Rydell (d'après son roman Les Larrons)
- 1982 : Rose for Emily, court métrage de Lyndon Chubbuck (d'après la nouvelle éponyme)
- 1985 : Two Soldiers, court métrage de Christopher Lapalm (d'après la nouvelle éponyme)
- 1991 : La Jambe (russe : Нога́, Noga) de Nikita Tiagounov (ru) (d'après la nouvelle The Leg, 1934)
- 2003 : Two Soldiers, court métrage d'Aaron Schneider (d'après la nouvelle éponyme)
- 2009 : Red Leaves de James Franco (nouvelle)
- 2013 : Tandis que j'agonise (As I Lay Dying) de James Franco (d'après le roman éponyme)
- 2014 : The Sound and the Fury de James Franco (d'après le roman Le Bruit et la Fureur)